# Marienborn
Marienborn ist ein Ortsteil der Gemeinde Sommersdorf im Landkreis Börde in Sachsen-Anhalt.

## Geografie
Marienborn liegt auf einem Höhenzug, der sich in südlicher Fortsetzung des Lappwaldes über das Hohe Holz bis Oschersleben (Bode) hinzieht. Östlich von Marienborn fällt das Gebiet zum oberen Allertal, westlich zur Schöninger Aue ab. Nahe Marienborn erreicht der Rodenberg 207 m ü. NN, die Fuchsberge 202 m ü. NN. Die niedersächsische Stadt Helmstedt ist 8 km und Magdeburg ca. 40 km entfernt. Im Westen grenzt die Gemarkung Marienborn nicht an Niedersachsen, was die Benennung des ehemaligen Grenzüberganges Marienborn vermuten lässt; dazwischen liegen die Gemarkungen Harbke, Morsleben und Sommersdorf.

## Geschichte

### Mittelalter
Marienborn zählt zu den historisch ältesten Wallfahrtsorten innerhalb Deutschlands. Hier erschien um das Jahr 1000 (zu einer Zeit, zu der schon wichtige Handelswege wie der „Bierweg“ durch das „Mordthal“ führten) einem frommen Hirten die Jungfrau Maria. Dort, wo eine Marienstatue vom Himmel gefallen sein soll und nach der Überlieferung ein Hospital und Armenasyl gegründet wurden, entsprang am Ende des 12. Jahrhunderts ein Quell („Marienborn“) mit heilender Wirkung.
Zum historischen Umfeld Marienborns zählen prähistorische Hügelgräber, Opfersteine und Kultstätten wie der „Teufelsgrund“ und die „Räuberhauptmanns-Höhle“ (Räuberhauptmann Rose).

### Neuzeit
Im Anschluss an das Kloster siedelten sich Dienstleute und Handwerker an, sodass sich Anfang des 17. Jahrhunderts 30 Häuser in dem Ort befanden, die zum Teil von zwei oder drei Familien genutzt wurden. Im Verlauf des Dreißigjährigen Krieges wurde das Dorf jedoch geplündert und verwüstet und lag eine Zeit lang völlig verlassen.
1750 bestand in Marienborn lediglich ein Vorwerk des Klosters Marienborn. Ein Dorf hatte sich daraus noch nicht gebildet.
Dagegen wird 1785 ein Dorf Marienborn genannt, das dem Kloster unterstand. Neben sechs Kolonistenwohnungen bestanden zu dieser Zeit 52 Feuerstellen. Das Obergericht wurde vom Amt Sommerschenburg wahrgenommen, wogegen die Untergerichte durch die Klostergerichte ausgeübt wurden. Die gesamte Gemeinde hatte dem Stift 300 Tage Frondienst im Jahr zu leisten. Ein 1781 angelegtes Steinkohlebergwerk, in das Privatleute aus Magdeburg und Neu-Haldensleben investiert hatten, lag jedoch wegen mangelnden Absatzes still. Die Einwohner ernährten sich neben Ackerbau und Viehzucht von Handwerk und Tagelöhnerarbeit. Bis 1806 gehörte Marienborn zum 2. Distrikt des Holzkreises im Herzogtum Magdeburg.
Seit Eröffnung der Bahnstrecke Braunschweig–Magdeburg am 15. September 1872 besitzt Marienborn einen Bahnhof.
Am 1. Januar 2010 wurde die bis dahin selbstständige Gemeinde Marienborn nach Sommersdorf eingemeindet.

### Einwohnerentwicklung
| Jahr | Einwohner1 |
| ---- | ---------- |
| 1781 | 273        |
| 2003 | 511        |
| 2004 | 512        |
| 2005 | 516        |
| 2006 | 511        |
| 2007 | 523        |
| 2008 | 504        |

1Einwohnerzahl jeweils zum 31. Dezember.

(Quellen: Statistisches Landesamt Sachsen-Anhalt)

## Politik

### Bürgermeister
Der letzte Bürgermeister der Gemeinde Marienborn war Frank Frenkel.

### Wappen
Das Wappen wurde am 20. April 2006 durch den Landkreis genehmigt.
Blasonierung: „In Grün, aus einem gemauerten goldenen Brunnen mit blauer Fontäne wachsend, die goldenbekrönte Gottesmutter mit goldenem Gewand und fleischfarbenem Gesicht und Händen, auf ihrem rechten Arm das golden nimbierte, fleischfarbene Jesuskind mit goldenem Reichsapfel in seiner Rechten, ihre linke Hand segnend über die Fontäne ausgestreckt.“
Die Farben des Ortes – abgeleitet vom Hauptwappenmotiv und Schildfarbe – sind: Gelb – Grün.
Das redende Wappen, das den Ortsnamen und die Erscheinung wiedergibt, ist wahrscheinlich das Prägendste, das den Ort in Vergangenheit und Zukunft begleitet.

## Sehenswürdigkeiten

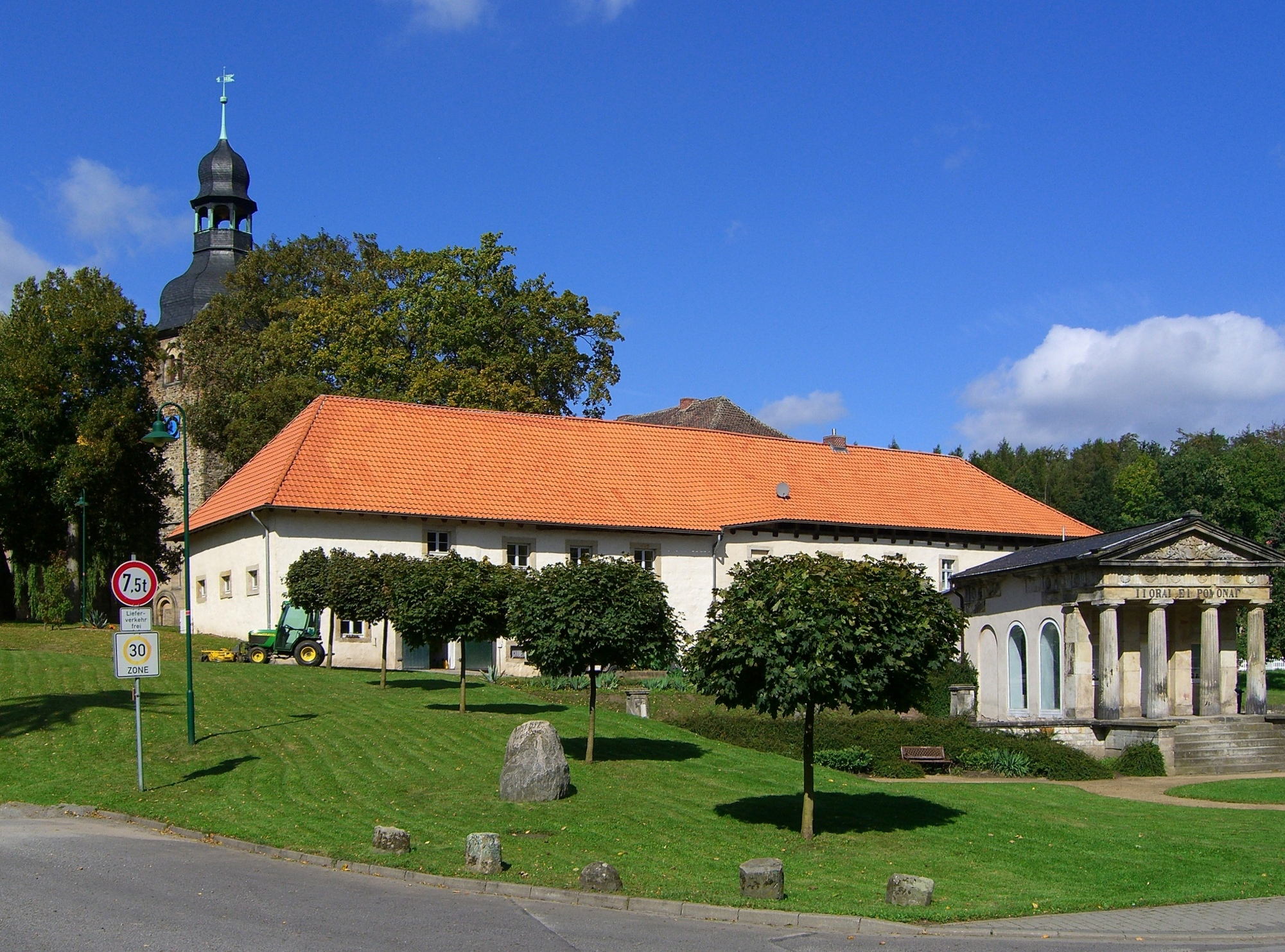
Klosterkirche, Brauerei und Orangerie
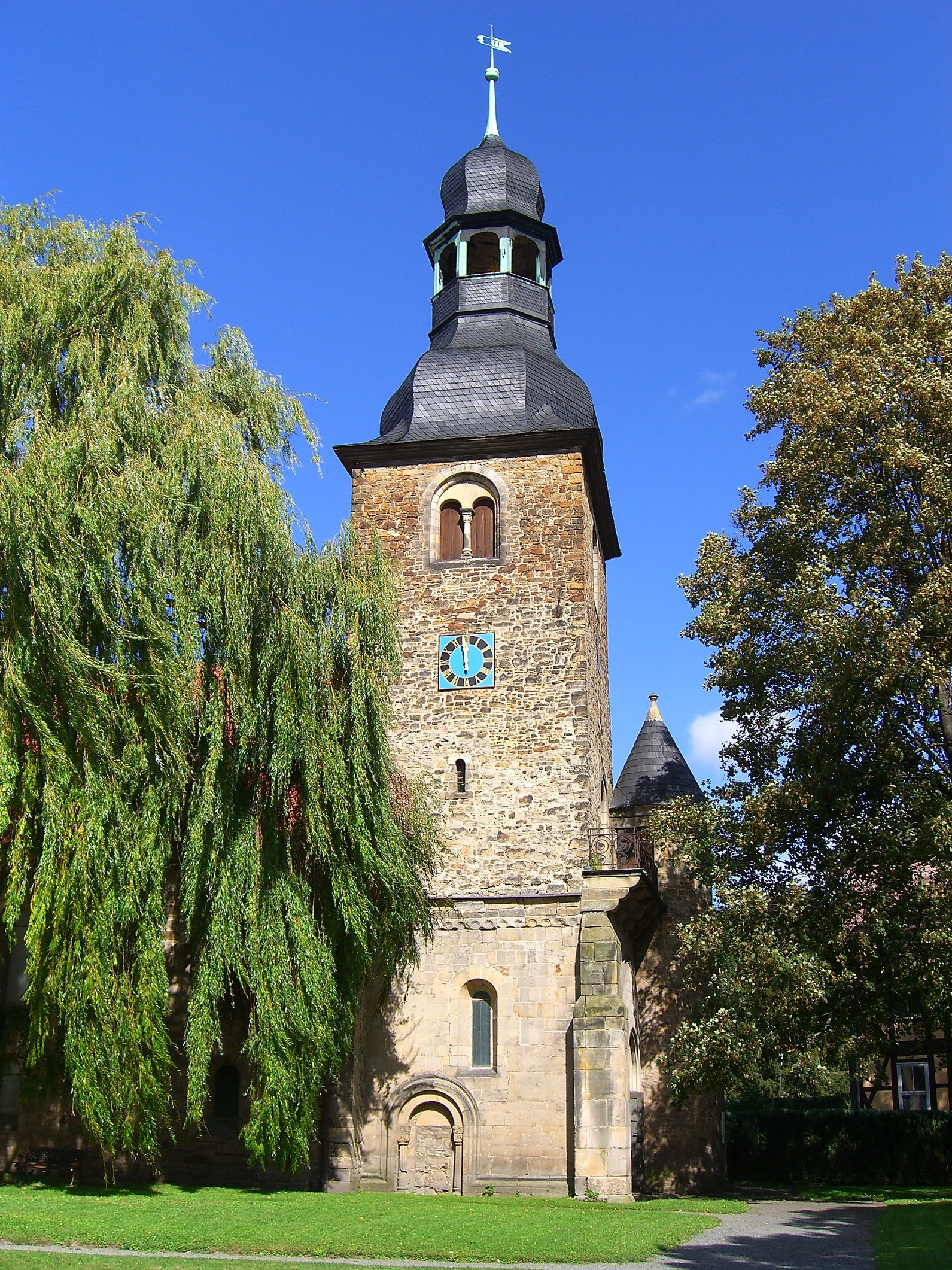
Klosterkirche St. Marien
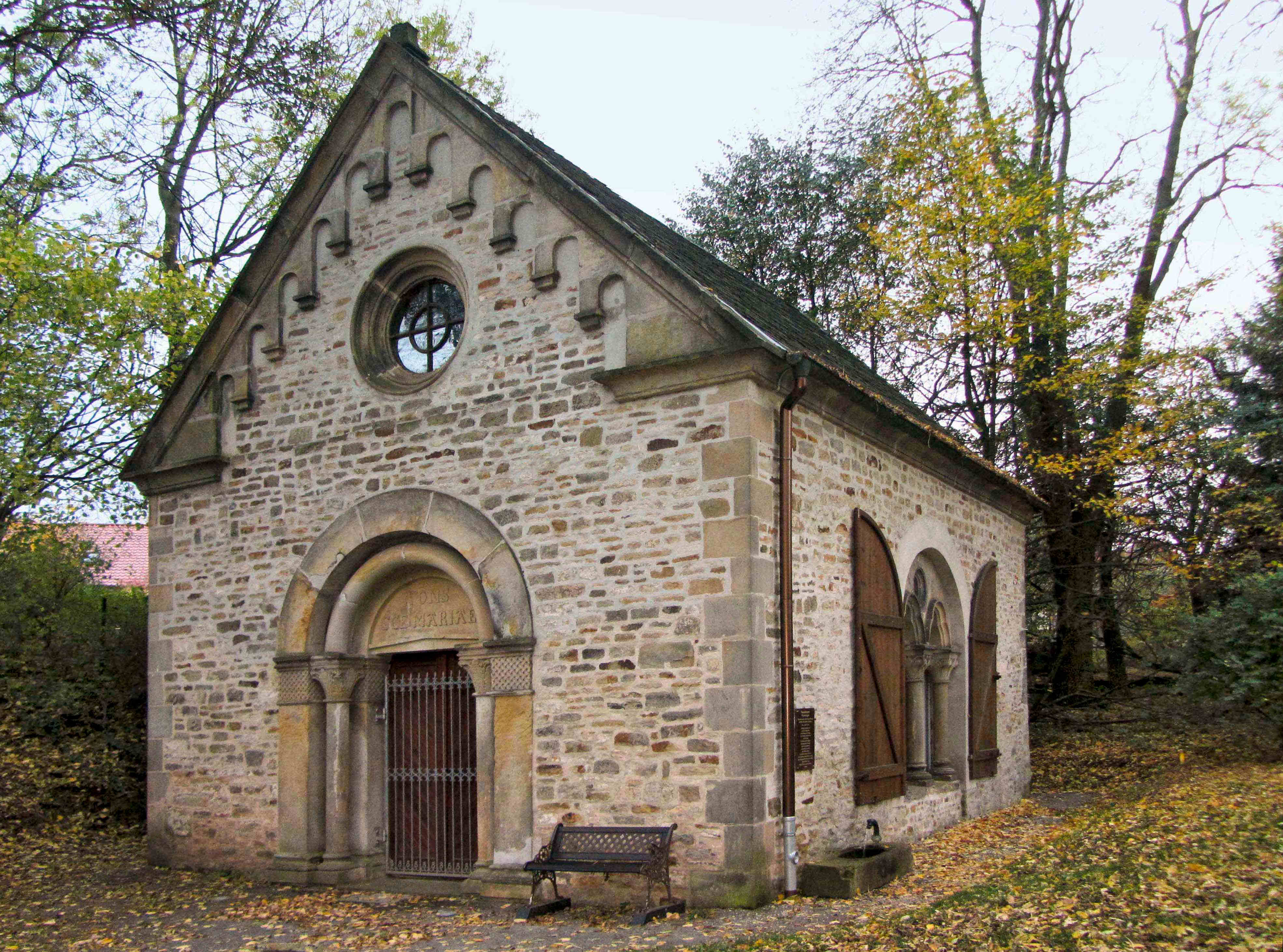
Marienkapelle
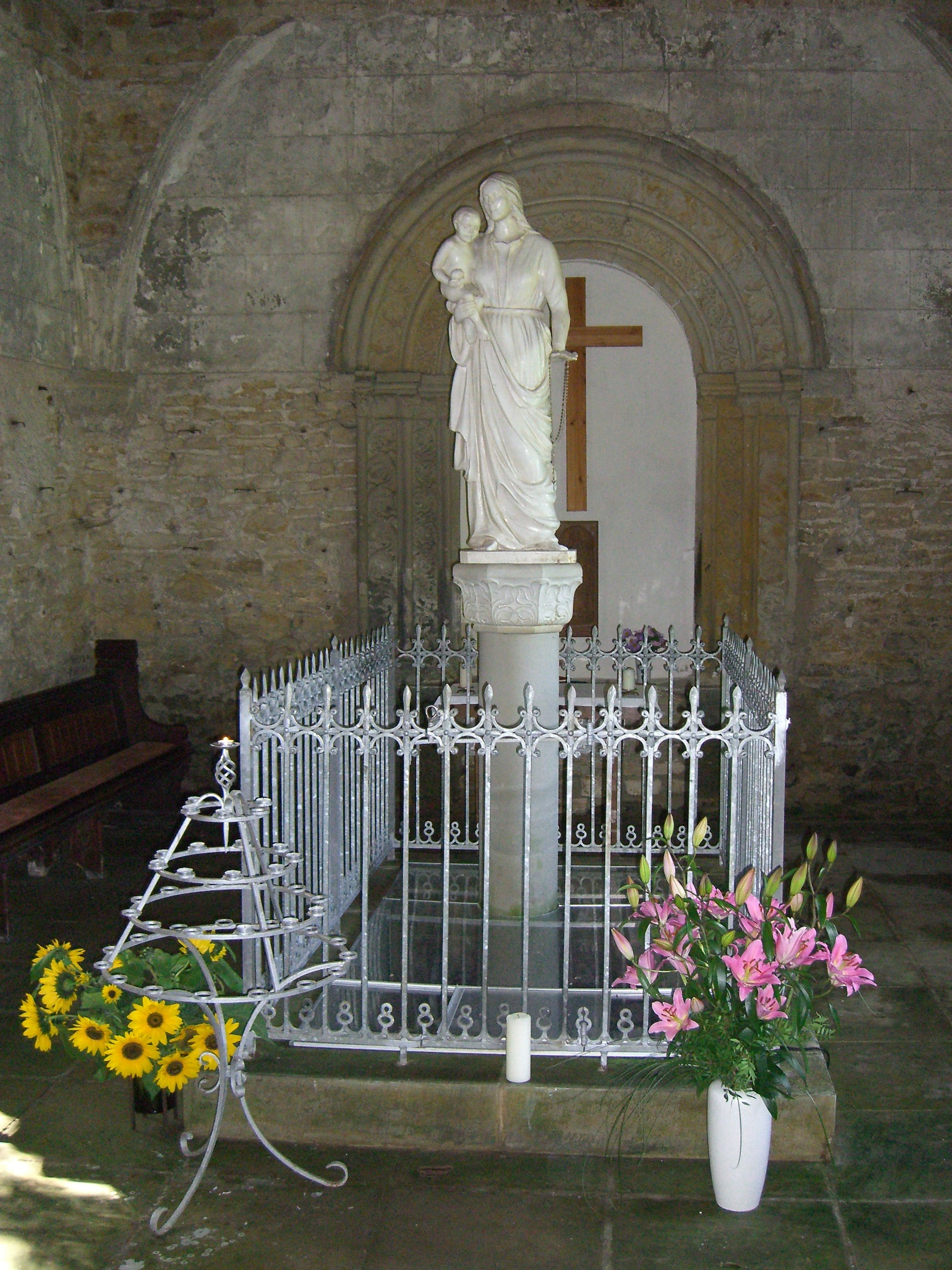
Marienquelle

Zu den Schätzen des Ortes gehört die Stiftskirche des Klosters von ca. 1200 mit Kreuzgang (erbaut im 15. Jahrhundert) und geschnitzten und vergoldeten Flügelaltaren, das Pfarrhaus, die an einen römischen Tempel erinnernde Orangerie und die Brunnenkapelle, vom braunschweigischen Hofbaumeister Peter Joseph Krahe (1758–1840) auf alten Fundamenten errichtet. Historische Verbindungslinien weisen auch auf das Kloster Marienberg bei Helmstedt. 1895 wurde die Stiftskirche unter Leitung von Paul Lehmgrübner renoviert und umgebaut. Im schroffen Kontrast befinden sich die Ruinen und geborstenen Dächer des weitläufigen ehemaligen Kloster- und Rittergutes, das in 40 Jahren als Landwirtschaftliche Produktionsgenossenschaft (LPG) baulich in Mitleidenschaft gezogen wurde.

## DDR-Grenzübergangsstelle

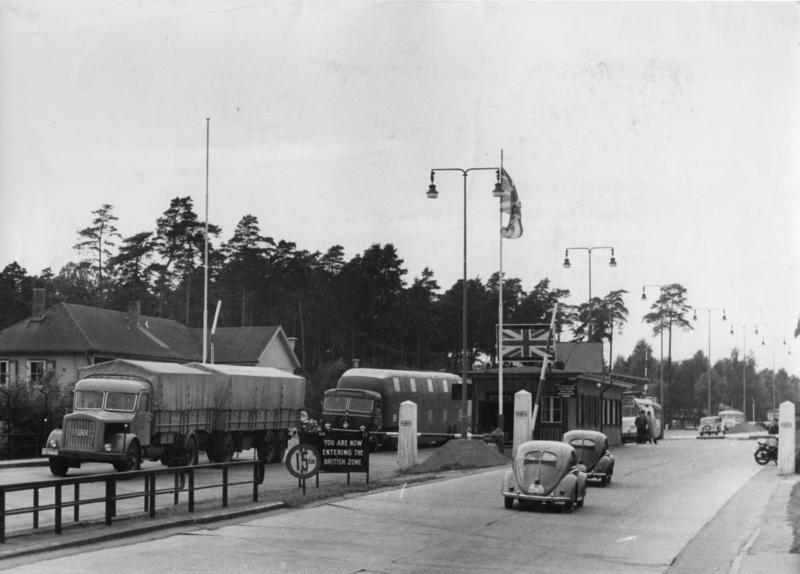
Grenzkontrollpunkt Marienborn im Juli 1954

Als im Sommer 1945 die innerdeutsche Grenze entstand, richteten die alliierten Siegermächte den Grenzübergang Helmstedt-Marienborn ein. Die DDR baute die Grenzübergangsstelle (GÜST) Anfang der 1970er Jahre für rund 70 Millionen Ost-Mark zu einer Festung an der Transitstrecke zwischen der Bundesrepublik und West-Berlin aus. Zuletzt versahen auf dem mit 35 Hektar größten europäischen Grenzübergang 1000 DDR-Grenzsoldaten, Zöllner, Stasimitarbeiter und Zivilangestellte ihren Dienst. Sie fertigten von 1984 bis 1989 rund 10,5 Millionen Personenwagen und Motorräder, 4,9 Millionen Lastwagen und 140.000 Busse ab – zusammen 34,6 Millionen Reisende. Die meisten Ostdeutschen bekamen den Übergang erst nach Maueröffnung zu sehen. Mit der Wirtschafts- und Währungsunion zum 1. Juli 1990 verlor die GÜST endgültig ihre Funktion.
Auf dem Gebiet der GÜST errichtete das Land Sachsen-Anhalt die Gedenkstätte Deutsche Teilung Marienborn.
Kernstück der Gedenkstätte ist das Dienstgebäude, in dem früher die zur Stasi gehörende „Passkontrolleinheit“ saß. Heute befindet sich hier ein Dokumentationszentrum. In der Dauerausstellung geht es um Ursachen für die deutsche Teilung, um die Ausbildung der DDR-Grenzsoldaten, Fluchtversuche, den systematischen Ausbau und schließlich Abbau von Mauer und Stacheldraht.
Alle Abfertigungsgebäude wurden größer als nötig gebaut, um die Reisenden einzuschüchtern, die Stasi nannte das „Operative Psychologie“. Als Blickfang gilt ein graues, überdachtes Terminal mit Kontrollhäuschen, in denen Stasi-Mitarbeiter jeden Pass fotografierten und registrierten. Erneuert wurde auch ein 60 Meter langes Transportband aus Gummi, auf dem die Pässe zur eigentlichen Kontrolle befördert wurden. Erhalten ist auch eine Kontrollbox, in der der DDR-Zoll westdeutsche Fahrzeuge bei der Ausreise nach verbotenen Waren oder versteckten DDR-Flüchtlingen durchsuchte, selbst Särge wurden geöffnet. Vom „Führungsturm“ aus hatten die Verantwortlichen des Bollwerks einen Überblick über das Areal.
2009 wurde in einem Essay in der Zeitschrift Aus Politik und Zeitgeschichte von Karl Schlögel eine ganze „Generation Marienborn“ definiert, die durch die „Marienborn-Erfahrung“ geprägt sei.

### Gedenkstätte heute
Das Land Sachsen-Anhalt ist Träger der Gedenkstätte. So kann nach der Maueröffnung das DDR-Grenzregime an der Bundesautobahn 2 nachempfunden werden, während anderswo in Deutschland kaum noch Zeugnisse der Trennung zu sehen sind. Zur Gedenkstätte gehört eine Dauerausstellung, welche auf zwei Ebenen die Geschichte der Deutschen Teilung und Wiedervereinigung multimedial erlebbar macht.
Marienborn, früher weltbekanntes Symbol der Teilung Europas, wandelte sich vom Bollwerk zu einem Ort des Gedenkens, des politischen Lernens, der Begegnung. Heute ist ein Besuch dieses historischen Ortes möglich, der eine Fläche von 7,5 ha umfasst und mittlerweile denkmalgerecht saniert wurde.

## Persönlichkeiten
- Conrad Johann Koch (1797–1880), Ökonom und Politiker
- Andrew Kiefer (1832–1904), US-amerikanischer Politiker
- Wilhelm Koch (1863–1942), Jurist und Ministerialbeamter
- Werner Guballa (1944–2012), Weihbischof